# Кладбище Конгресса
Кладбище Конгресса или Вашингтонский приходской могильник является историческим и ныне действующим кладбищем, примыкающем к улице № 1801 на западном берегу реки Анакостия. Основанное до Гражданской войны кладбище содержит более 65 тыс. захоронений, в том числе тех, кто помог сформировать нацию и город Вашингтон в начале XIX века.
Хотя кладбище находится в частной собственности, Правительство США владеет 806 погребёнными участками, находящимися в ведении Министерства по делам ветеранов. Конгресс, расположенный примерно в полутора милях (2,4 км) к северо-западу, имеет огромное влияние на историю кладбища. Кладбище по-прежнему продает участки, и является действующим могильником. Кладбище находится в трех кварталах к востоку от станции Потомак-авеню Вашингтонского метро и в двух кварталах к югу от Стэдиум-Армэри.
Многие члены Конгресса США, умершие на своём посту, были похоронены на кладбище Конгресса. Остальные погребения включают надгробия помещиков, спекулянтов, строителей, архитекторов ранней истории Вашингтона, коренных американских дипломатов, мэров Вашингтона и ветеранов Гражданской войны. Также на кладбище имеются родственные захоронения, неаффилированные с Федеральным правительством США.
В частности, на кладбище похоронены: один Вице-президент, один судья Верховного суда, шесть членов Правительства, 19 сенаторов и 71 член Палаты Представителей (включая бывшего спикера палаты), первый директор Федерального бюро расследований Джон Эдгар Гувер, а также ветераны американских войн.
23 июня 1969 года кладбище было внесено в Национальный реестр исторических мест. В 2011 году объявлено национальным историческим памятником.

## Известные захоронения
- Бейч, Александр Даллас (1806—1867) — суперинтендант Национальной геодезической службы США, член совета Национальной академии наук.
- Блаунт, Томас (1759—1812) — конгрессмен от Северной Каролины.
- Брэди, Мэттью (1822—1896) — фотограф времён Гражданской войны.
- Форсайт, Джон (1780—1841) — 13-й госсекретарь США.
- Герри, Элбридж Томас (1744—1814) — 5-й вице-президент США
- Гувер, Джон Эдгар (1895—1972) — 1-й директор ФБР
- Лантос, Том (1928—2008) — конгрессмен от штата Калифорния.
- Мэтлович, Леонард (1943—1988) — ветеран войны во Вьетнаме
- Мосбахер, Роберт (1927—2010) — министр торговли США (1989—1992)
- Пушматаха (1764—1824) — вождь племени чокто
- Суза, Джон Филип (1854—1932) — автор многих маршей США
- Торнтон, Уильям (1759—1828) — дизайнер и первый архитектор Капитолия, суперинтендант Бюро по регистрации патентов и торговых марок США
- Толсон, Клайд (1900—1975) — заместитель директора ФБР